# لايلي أشتون هاريس
لايلي أشتون هاريس (بالإنجليزية: Lyle Ashton Harris)‏ هو فنان أمريكي، ولد في 6 فبراير 1965 في ذا برونكس في الولايات المتحدة.

## وصلات خارجية
- الموقع الرسمي